# Arthur Delaender
Arthur Delaender (* 28. Juli 1890 in Gent; † 24. Dezember 1966 ebenda) war ein belgischer Kugelstoßer, Diskus- und Speerwerfer.

## Karriere
Delaender nahm 1920 an den Olympischen Spielen in Antwerpen teil. Hier erreichte er im Diskuswurf Rang 16, den Wettbewerb im Speerwurf beendete er auf Platz 25. Für den Wettkampf im Kugelstoßen war der Sportler ebenfalls gemeldet, trat aber nicht an.
Auf nationaler Ebene konnte der Belgier zahlreiche Titel gewinnen – so sicherte er sich zwischen 1913 und 1927 acht Meisterschaften im Diskuswurf und drei Titel in den Jahren 1919, 1922 und 1923 im Kugelstoßen. Im Jahr 1921 brach er den belgischen Rekord im Diskuswurf, dieser Rekord blieb bis 1932 bestehen.